# Антоній Лящевич
Антоній Лящевич (пол. Antoni Leszczewicz, біл. Антоній Ляшчэвіч; 30 вересня 1890, Абрамовщизна поблизу Вільно, в той час Російська імперія — 17 лютого 1943, Росиця, Білорусь) — блаженний римсько-католицької церкви, чернець, священник, мученик. Входить в число 108 блаженних польських мучеників, беатифікованих римським папою Іваном Павлом II під час його відвідування Варшави 13 червня 1999 року.

## Біографія
У 1902 році вступив в гімназію при Католицькій церкві святої Катерини (Санкт-Петербург), Росія. У 1909 році поступив у Санкт-Петербурзьку семінарію. 13 квітня 1914 року був висвячений на священника, після чого був направлений на пастирську діяльність на Далекий Схід, де прожив 25 років.
Служив вікарієм в Іркутську, Читі, з 1917 року — в Харбіні, Китай, де був призначений настоятелем католицького приходу. У Харбіні побудував храм, притулок та школу для дітей незаможних парафіян. У 1937 році переїхав до Японії, потім в 1938 році — у Рим, Італія, де в 1939 році вступив до новіціату чоловічої католицької конгрегації Отців маріан. 13 червня 1939 року прийняв чернечі обітниці і був направлений у Друю. Через деякий час його, священника Єжи Каширу і кількох черниць з жіночої конгрегації «Сестри служительки Ісуса в Євхаристії» направили на місіонерську діяльність у Східну Білорусь в село Росиця, в якій вони залишилися служити за німецької окупації у 1941 році.
18 лютого 1943 року при проведенні військової операції боротьби з партизанами був спалений у храмі німецькими військами разом зі своїми парафіянами, сестрами-євхаристками і священником Єжи Каширою.

## Прославлення
13 червня 1999 року був беатифікований Папою Римським Іваном Павлом II разом із іншими польськими мучениками Другої світової війни. День пам'яті — 12 червня.

## Джерело
Броніслав Чаплицкий, Ірина Осипова. Книга пам'яті. Мартиролог католицької церкви в СРСР, вид. Срібні нитки, М., 2000. — С. 106–107, ISBN 5-89163-048-6